# Hexaquark
En physique des particules, les hexaquarks ou sexaquarks font partie d'une nombreuse famille de particules hypothétiques, chacun comprenant six quarks ou antiquarks de n'importe quelle saveur. Des scientifiques avancent que la matière noire, substance hypothétique, serait constituée d'hexaquarks.

## Description
Six quarks ainsi assemblés pourraient produire une particule dotée d'une charge de couleur nulle. Par exemple, l’hexaquark pourrait contenir six quarks qui proviendraient de deux baryons très fortement liés (un dibaryon), ou trois quarks et trois antiquarks.
Selon le modèle standard de la physique des particules, les dibaryons seraient stables une fois formés. En 1977, le physicien Robert Jaffe propose en effet qu'un dibaryon H composé des six quarks udsuds (up, down, strange, up, down, strange) pourrait résulter de la combinaison de deux hypérons uds.
Quelques expériences ont été proposées pour détecter les désintégrations et les interactions des dibaryons. Dans les années 1990, plusieurs désintégrations ont été proposées pour les dibaryons, mais aucune n'a été confirmée,,.
Une théorie avance que des particules étranges comme les hypérons
et les dibaryons pourraient apparaître à l'intérieur d'une étoile à neutrons, modifiant son rapport masse–rayon, phénomène pouvant être détecté. En conséquence, les mesures d'étoiles à neutrons permettraient de déterminer quelques propriétés des dibaryons.

## Constituant hypothétique de la matière noire
En 2014, un dibaryon potentiel a été détecté au Centre de recherche de Jülich, d'une énergie d'environ 2 380 MeV. Le Centre a déclaré que ce résultat confirme ses observations de 2011, mais avec une méthode reproductible,.
Cette particule, qui a existé durant 10−23 secondes, a été nommée « d*(2380) » (prononcé « D-star hexaquark » en anglais).
Cette particule serait composée de trois quarks up et de trois quarks down. Elle a été proposée comme constituant de la matière noire,. Des scientifiques écrivent : « Dans cette première étude, nous démontrons que des condensats de Bose-Einstein stables de d*(2380) auraient pu se former dans les premiers moments de l'Univers primordial, avec un taux de création suffisamment élevé pour être des candidats plausibles pour la [matière noire]. »,.

### Citations originales
1. ↑  (en) « In this first study, we show stable d*(2380) Bose–Einstein condensates could form in the primordial early universe, with a production rate sufficiently large that they are a plausible new candidate for DM. »